# Обавезујућа хетеросексуалност
Обавезујућа хетеросексуалност представља идеју да је хетеросексуалност претпостављена и подстакнута од стране патријархалног друштва. Ово се односи на идеју да хетеросексуалност може бити усвојена без обзира на личну сексуалну оријентацију. Хетеросексуалност се посматра као природна наклоност или обавеза оба пола. Сходно томе, свако ко се разликује од „нормалности” виђене у облику хетеросексуалности сматра се девијантним или одвратним. Адриана Рич је популаризовала термин обавезујућа хомосексуалност 1980. године у свом раду под називом „Обавезјућа хетеросексуалност и лезбијска егзистенција”. Први концепт обавезујуће хетеросексуалности укључивао је само жене, међутим, касније ревизије ове идеје укључивале су и разматрања о томе како обавезујућа хетеросексуалност погађа и мушкарце. Уобичајени примери укључују претпоставку да ће деца расти да би се венчала за особу супротног пола, да деца морају да се одвоје од пријатеља супротног пола, књиге о сексуалном образовању које искључиво говоре о хетеросексуалности, концепту „изласка из ормара”, верске и секуларне организације које претпостављају да су сви чланови хетеросексуални и веровање да је боље да се појединици претварају да су хетеросексуални уколико већ нису. Обавезујућа хетеросексуалност је игноришућа, доприноси хомофобији маргинализацијом нехетеросексуалаца, третира хетеросексуалност као супериорно стање и умањује свест о великом броју људи унутар популације који нису хетеросексуални.

## Извор
1. ↑  Rich 1980, стр. 32